# Anatolij Gyemjanovics Griscsenko
| Arcképe                                   | Arcképe                                   |
| Kattints az alábbi külső linkek egyikére! | Kattints az alábbi külső linkek egyikére! |
| ----------------------------------------- | ----------------------------------------- |
| Nem található szabad kép.(?)              |                                           |
| külső link · jogvédett                    | Anatolij Griscsenko                       |

Anatolij Gyemjanovics Griscsenko (oroszul: Анато́лий Демья́нович Грищенко; Leningrád, 1937. augusztus 24. – Seattle, 1990. július 3.) szovjet berepülőpilóta, a csernobili atomerőmű-baleset következményeinek egyik felszámolója.

## Élete
Leningrádban született, ahol apja akkoriban a Kirov Katonai Orvosi Akadémia hallgatója volt. Tanulmányai végeztével a család visszaköltözött a mai Ukrajnába, és itt érte őket német megszállás.
Griscsenko fiatalkorát a Zsitomiri és a Volinyi területen töltötte, a középiskolát is itt fejezte be. 1955-től Moszkvában élt, ahol a Moszkvai Repülési Intézetben tanult. Eközben az egyetemi repülőklub tagja volt. A későbbiekben két másik klubban repült repülőgépeken és helikoptereken.
A diploma megszerzése után, 1959-től 1966-ig a Moszkvai területen fekvő Zsukovszkijban, a Gromov Repülési Kutatóintézetben dolgozott mérnökként, majd főmérnökként. Ebben az évben befejezett egy helikopteres berepülőpilóta-képzést, és 1967-től ebben a szakmában dolgozott, néhányszor kiképzőként is, 1987 januárjáig. Ekkor egészségi állapotának megrendülése miatt visszavonult a repüléstől.
Berepülőpilótaként repült Ka–26, Mi–1, Mi–2, Mi–4, Mi–6, Mi–8 helikoptereken. Mi–26-pilótaként gyakorlatot szerzett nehéz felfüggesztett terhek szállításában egy és két helikopterrel is. Részt vett a Buran űrrepülőgép szállításában. Több mint 30 helikopter- és repülőgéptípuson teljesített feladatokat. Repült óráinak száma meghaladta az 5000-et.
Tartalékos főhadnagyi rendfokozata volt.

## Részvétele a csernobili kárelhárításban
1986 májusában és augusztus-szeptemberben is részt vett a csernobili atomerőmű-baleset következményeinek elhárításában. Tekintve, hogy a légierő pilótái nem rendelkeztek elegendő tapasztalattal a szokatlanul hosszú felfüggesztéssel rögzített rakomány helikopteres szállításában, a gépek legénységét a civil Griscsenko és egy másik – katonai – berepülőpilóta, Gurgen Karapetyan irányította. Griscsenkóék előbb homokot, majd nedves betont öntöttek a sugárzó reaktorra Mi–26 (más forrás szerint Mi–28) helikoptereikkel. Eközben csaknem háromszor mélyebbre süllyedt a megengedettnél, és közel került a sugárforráshoz. Van olyan forrás, amely szerint már április 26-án, órákkal a baleset után megkezdte a repüléseket.
A homokot és a betont 200 (más forrás szerint több mint 200) méter hosszú kötélen szállították a helikopter alá rögzítve. Alkalmanként 15 tonnás terhet függesztettek fel. Griscsenko hajszálpontos repülésével, a hatalmas teher kontrollált célba juttatásával a nemzetközi repülőközösségben is ünnepelt hőssé vált.

## Betegsége és halála
A sugárzó reaktor feletti alacsony repülések következtében – a védőruházat és a helikopter ólompajzsa dacára – sugárbetegséget szenvedett, majd 1989-ben leukémiával diagnosztizálták. Néhány tudósítás szerint a pilóták védőruhája csak arra volt alkalmas, hogy „a szagokat kívül tartsa”, de nem sokat ért a sugárzás ellen.
A betegség költséges csontvelő-átültetést tett szükségessé. Cap Parlier amerikai pilóta, a McDonnell Douglas egy helikopteres részlegének berepülési igazgatója, aki hallott Griscsenko hősiességéről és betegségéről, megszervezte, hogy a kezelést Seattle-ben végezzék el. A nemzetközi donoradatbázisban egy francia faluban élő 42 éves nővel találtak egyezést, aki fel is ajánlotta a csontvelőjét, amelyet a British Airways közvetlenül Seattle-be szállított.
Griscsenko 1990. április 11-én érkezett a Fred Hutchinson Rákkutató Központba, ahol előbb kemoterápiát és a sugárkezelést kapott, hogy a saját csontvelőjét legyengítsék, majd április 27-én hétórás műtéttel végezték el a transzplantációt.
Orvosai szerint a csontvelő-átültetés megmentette volna a leukémiától, azonban legyengült immunrendszere másodlagos betegséghez vezetett: tüdeje egy részét egy gombás fertőzés miatt el kellett távolítani. Ezt követően lélegeztetőgépre került, tüdeje azonban két héttel később felmondta a szolgálatot, és két hónappal az átültetés után meghalt.
A kórház igazgatóhelyettese azt nyilatkozta, hogy Griscsenko hónapokon keresztül rendkívül alacsony fehérvérsejt-számmal élt, amely sokkal kisebb volt az átlagos átültetésre váró páciensekénél, emiatt a transzplantációval több hónapot kellett várni.
Seattle-be elkísérte felesége és szovjet orvosa is, aki azt nyilatkozta, hogy nemcsak a kórház személyzete tett meg minden tőle telhetőt Griscsenko gyógyulásáért, hanem Seattle lakossága is. Gricsenko naponta csaknem száz jobbulást kívánó levelet kapott.
Kórházi tartózkodása alatt a május 31. és június 3. között Washingtonban tárgyaló Mihail Gorbacsov személyes küldöttként egy szovjet kormánytagot menesztett hozzá egy kézzel írott köszönőlevéllel.
Halála miatt július 4-én, Amerika legnagyobb ünnepén Norm Rice polgármester rendeletére Seattle-szerte félárbócra eresztették a zászlókat a városi épületeken. Rice igazi hősnek nevezte, akinek a bátorsága áttöri a nemzeti és politikai határokat. A kórház szóvivője azt emelte ki, hogy Seattle-ben mindig emlékezni fognak rá a bátorságáért.
Griscsenko volt a csernobili katasztrófa első túlélője, akit az Egyesült Államokban kezeltek, a szovjet és amerikai orvosok és kormányzati szervek azonban további lehetőségekről is tárgyaltak.
Zsukovszkij városában, a Bikovói temetőben temették el, ahol számos berepülőpilóta és néhány űrhajós is nyugszik.

## Kitüntetései, elismerései
- Becsületrend(wd) (1961)[2]
- A Szovjetunió érdemes berepülőpilótája(wd) (1982)
- A Munka Vörös Zászló Érdemrendje (1982)[2]
- Októberi Forradalom érdemrend (1987)[2]
- A népek barátsága érdemrend(wd)[2]

### Posztumusz
- Graviner-kard (1990)[* 3]
- Polaris-díj(wd) (1991)
- Az Oroszországi Föderáció Hőse(wd) (1995)
- A Bátorságért érdemrend(wd) első fokozata (Ukrajna, 2006)[8]

## Emlékezete
- G. A. Amirjanc könyvet írt Griscsenko életéről Nem búcsúzom... (Не прощаюсь…) címmel.[* 4]
- Zsukovszkijban utca viseli a nevét.[9]
- Luckban tábla őrzi emlékét.
- Egy spanyol városban sztélét állítottak a tiszteletére.
- Nevét megörökítették a Moszkvai Repülési Intézetben a hősi halált halt növendékek emlékművén.[4]